# Insurrection tchétchène de 1932
Le soulèvement tchétchène de 1932 est une insurrection à grande échelle qui éclate au début de 1932 dans le cadre de la collectivisation en Tchétchénie, auquel participa une partie importante de la population russe des villages cosaques de Nadterechny.

## Déroulement
Début mars, les rebelles de Benoï tiennent une réunion au cours de laquelle ils décident de déclencher un soulèvement armé contre le pouvoir soviétique le 23 mars. Les rebelles sont dirigés par un natif du village de Chouani, Motsa Chouaninsky.
Les rebelles prévoient de s'emparer des champs de Sterch-Kerch, de la gare de Goudermes et agiront en fonction de la situation. Mais le Guépéou local, par l'intermédiaire de ses informateurs, réussit à provoquer un soulèvement prématuré, qui fut brutalement réprimé. Au total, jusqu'à 3 000 personnes seront arrêtées dans cette affaire.
Les Tchétchènes rebelles nomment Motsu Chouaninsky au titre d'imam puis se dirigent en groupe vers Benoï. Les troupes du Guépéou tentent de réprimer les rebelles par eux-mêmes, mais, face à une résistance importante, elles sont contraintes de se tourner vers l'armée rouge pour obtenir de l'aide. Le soulèvement est écrasé en mars 1932, des populations entières étant déportés en dehors du Caucase du Nord.
Le soulèvement est réprimé par la 28e division de fusiliers de montagne, dont le chef d'état-major à l'époque était Nikolaï Vatoutine.